# Чемпіонат Європи з легкої атлетики серед молоді 2019
Чемпіонат Європи з легкої атлетики серед молоді 2019 був проведений 11-14 липня в Євле на стадіоні імені Гундера Хегга.
Склад збірної України для участі в чемпіонаті був затверджений виконавчим комітетом ФЛАУ.

## Призери

### Чоловіки
| Дисципліни                | Золото                                                                                               | Золото   | Срібло                                                                                          | Срібло     | Бронза                                                                                            | Бронза   |
| ------------------------- | --- | -------- | ----------------------------------------------------------------------------------------------- | ---------- | ------------------------------------------------------------------------------------------------- | -------- |
| 100 метрів                | Генрік Ларссон Швеція                                                                                | 10,23 w  | Олівер Бромбі Велика Британія                                                                   | 10,23 w    | Йоріс ван Гол Нідерланди                                                                          | 10,27 w  |
| 200 метрів                | Шемар Болдісар Велика Британія                                                                       | 20,89    | Кобе Флемінкс Бельгія                                                                           | 21,04      | Раян Зезе Франція                                                                                 | 21,05    |
| 400 метрів                | Фабрісіо Саїді Франція                                                                               | 45,79    | Камерон Чалмерс Велика Британія                                                                 | 45,92 SB   | Браян Лопес Італія                                                                                | 46,16    |
| 800 метрів                | Матеуш Борковський Польща                                                                            | 1.48,75  | Спенсер Томас Велика Британія                                                                   | 1.49,06    | Пабло Санчес-Валладарес Іспанія                                                                   | 1.49,36  |
| 1500 метрів               | Ігнасіо Фонтес Іспанія                                                                               | 3.50,38  | Пірс Коупленд Велика Британія                                                                   | 3.50,89    | Елзан Бібіч Сербія                                                                                | 3.50,90  |
| 5000 метрів               | Джиммі Грессьє Франція                                                                               | 14.16,55 | Уго Е Франція                                                                                   | 14.17,00   | Абдессамад Ухелфен Іспанія                                                                        | 14.17,23 |
| 10000 метрів              | Джиммі Грессьє Франція                                                                               | 28.44,17 | Тадессе Гетахон Ізраїль                                                                         | 28.46,97   | Еміль Кейресс Велика Британія                                                                     | 28.50,21 |
| 110 метрів з бар'єрами    | Джейсон Джозеф Швейцарія                                                                             | 13,45    | Міхал Сероцький Польща                                                                          | 13,63 PB   | Камерон Філлері Велика Британія                                                                   | 13,64    |
| 400 метрів з бар'єрами    | Вілфрід Апйо Франція                                                                                 | 49,06    | Нік Смідт Нідерланди                                                                            | 49,49 PB   | Еміль Аг'єкум Німеччина                                                                           | 49,69 PB |
| 3000 метрів з перешкодами | Фредерік Рупперт Німеччина                                                                           | 8.44,49  | Алексі Фелю Франція                                                                             | 8.45,04    | Сімон Сандстрьом Швеція                                                                           | 8.45,82  |
| 4×100 метрів              | НімеччинаКевін Кранц Марвін Шульте Деніз Алмас Філіпп Трутенат                                       | 39,22    | ФранціяАморі Голітан Раян Зезе Яніс Аммур Макс Сіргуей                                          | 39,57      | БельгіяСімон Вергерстратен Кобе Влемінкс Антуан Снайдерс Рафаель Капенда Камілль Снайдерс (забіг) | 39,77    |
| 4×400 метрів              | НімеччинаМаксіміліан Групен Марвін Шлегель Фабіан Даммерманн Мануель Сандерс Жан-Поль Бредау (забіг) | 3.03,92  | Велика БританіяАлекс Гейдок-Вілсон Лі Томпсон Джо Бріер Камерон Чалмерс Елліс Грейтрекс (забіг) | 3.04,59    | ФранціяЛуїк Прево Тео Андан Ліджі Мбає Фабрісіо Саїді Дієго Мілла (забіг) Лоренцо Ріке (забіг)    | 3.05,36  |
| Ходьба 20 кілометрів      | Василь Мізінов Допущені нейтральні атлети                                                            | 1:21.29  | Саліх Коркмаз Туреччина                                                                         | 1:21.32 NR | Каллум Вілкінсон Велика Британія                                                                  | 1:22.13  |
| Стрибки у висоту          | Максим Недосеков Білорусь                                                                            | 2,29 =SB | Том Гейл Велика Британія                                                                        | 2,27 SB    | Норберт Кобельський Польща                                                                        | 2,23     |
| Стрибки з жердиною        | Бо Літа Баере Німеччина                                                                              | 5,65     | Еммануїл Караліс Греція                                                                         | 5,60       | Тібо Колле Франція                                                                                | 5,60     |
| Стрибки в довжину         | Мільтіадіс Тентоглу Греція                                                                           | 8,32 EL  | Ектор Сантос Іспанія                                                                            | 8,19 PB    | Габріеле Кіла Італія                                                                              | 8,00 PB  |
| Потрійний стрибок         | Неджаті Ер Туреччина                                                                                 | 17,37    | Назім Бабаєв Азербайджан                                                                        | 17,03w     | Андреа Даллавалле Італія                                                                          | 16,95 PB |
| Штовхання ядра            | Конрад Буковецький Польща                                                                            | 21,51    | Леонардо Фаббрі Італія                                                                          | 20,50      | Віктор Петерссон Швеція                                                                           | 19,53    |
| Метання диска             | Крістьян Чех Словенія                                                                                | 63,82    | Клеменс Прюфер Німеччина                                                                        | 62,15      | Оскар Стахнік Польща                                                                              | 60,01    |
| Метання молота            | Альберто Гонсалес Іспанія                                                                            | 74,36 PB | Бенце Халас Угорщина                                                                            | 74,14      | Михайло Гаврилюк Україна                                                                          | 72,21    |
| Метання списа             | Ципріан Мжиглуд Польща                                                                               | 84,97 CR | Александру Новак Румунія                                                                        | 81,75      | Олексій Котковець Білорусь                                                                        | 80,31    |
| Десятиборство             | Ніклас Кауль Німеччина                                                                               | 8572 CR  | Йоганнес Ерм Естонія                                                                            | 8445 NU23R | Мануель Айтель Німеччина                                                                          | 8067     |

### Жінки
| Дисципліни                | Золото                                                                     | Золото      | Срібло                                                                    | Срібло      | Бронза                                                                               | Бронза         |
| ------------------------- | -------------------------------------------------------------------------- | ----------- | ------------------------------------------------------------------------- | ----------- | ------------------------------------------------------------------------------------ | -------------- |
| 100 метрів                | Ева Свобода Польща                                                         | 11,15 SB    | Сінтія Ледюк Франція                                                      | 11,40       | Ліза Ніппген Німеччина                                                               | 11,45          |
| 200 метрів                | Сіндія Букша Латвія                                                        | 23,24 SB    | Естелль Раффаї Франція                                                    | 23,35 SB    | Сара Рішар Франція                                                                   | 23,50          |
| 400 метрів                | Наталя Качмарек Польща                                                     | 52,34 PB    | Лада Вондрова Чехія                                                       | 52,40       | Андреа Міклос Румунія                                                                | 52,66 SB       |
| 800 метрів                | Джемма Рікі Велика Британія                                                | 2.05,19     | Еллі Бейкер Велика Британія                                               | 2.06,33     | Надя Павер Ірландія                                                                  | 2.06,68        |
| 1500 метрів               | Джемма Рікі Велика Британія                                                | 4.22,81     | Елізе Вандерельст Бельгія                                                 | 4.23,50     | Марта Дзеноні Італія                                                                 | 4.23,96        |
| 5000 метрів               | Анна Емілі Меллер Данія                                                    | 15.07,70 NR | Аліна Рех Німеччина                                                       | 15.11,25    | Селія Антон Іспанія                                                                  | 15.28,66 NU23R |
| 10000 метрів              | Аліна Рех Німеччина                                                        | 31.39,34 CR | Міріам Даттке Німеччина                                                   | 32.29,45 PB | Ясмейн Лау Нідерланди                                                                | 33.35,66       |
| 100 метрів з бар'єрами    | Ельвіра Герман Білорусь                                                    | 12,70 CR    | Клаудія Сицяж Польща                                                      | 12,82 PB    | Лора Валетт Франція                                                                  | 12,97          |
| 400 метрів з бар'єрами    | Паулін Кукайт Бельгія                                                      | 56,17 PB    | Лінда Олів'єрі Італія                                                     | 56,22       | Ясмін Гігер Італія                                                                   | 56,37 SB       |
| 3000 метрів з перешкодами | Анна Емілі Меллер Данія                                                    | 9.27,31 CR  | Ейліш Фленаган Ірландія                                                   | 9.51,72 PB  | Клаудія Прісекару Румунія                                                            | 9.53,21 PB     |
| 4×100 метрів              | НімеччинаДженніфер Монтаг Кешія Квадво Софія Юнк Ліза Ніппген              | 43,45       | ФранціяЛейслі Регульє Елоїз де ла Тай Естелль Раффаї Сара Рішар           | 43,82       | ПольщаКлаудія Сицяж Марлена Гола Мартіна Котвіла Ева Свобода Ягода Межинська (забіг) | 44,08          |
| 4×400 метрів              | ПольщаКароліна Лозовська Наталія Воштиль Наталія Відавська Наталя Качмарек | 3.32,56     | Велика БританіяЛілі Бекфорд Фінеттк Аг'японг Ясмін Ліверпул Ханна Вільямс | 3.32,91     | НімеччинаНеллі Шмідт Корінна Шваб Аліка Шмідт Луна Бульман                           | 3.33,83        |
| Ходьба 20 кілометрів      | Айсе Текдал Туреччина                                                      | 1:34.47     | Ольга Нєдзялек Польща                                                     | 1:35.54     | Яна Смердова Допущені нейтральні атлети                                              | 1:35.58 SB     |
| Стрибки у висоту          | Юлія Левченко Україна                                                      | 1,97        | Крістіна Гонсель Німеччина                                                | 1,92 PB     | Елла Юнніла Фінляндія                                                                | 1,92           |
| Стрибки з жердиною        | Ангеліка Мозер Швейцарія                                                   | 4,56        | Амалі Швабікова Чехія                                                     | 4,35        | Єлізавета Бондаренко Допущені нейтральні атлети                                      | 4,35           |
| Стрибки в довжину         | Іларі Кпатча Франція                                                       | 6,73        | Петра Фаркаш Угорщина                                                     | 6,55 PB     | Міліца Гардасевіч Сербія                                                             | 6,43           |
| Потрійний стрибок         | Діана Загайнова Литва                                                      | 13,89       | Тугба Данішмаз Туреччина                                                  | 13,85 NU23R | Віолетта Скворцова Білорусь                                                          | 13,79 SB       |
| Штовхання ядра            | Аліна Кенцель Німеччина                                                    | 17,94       | Катаріна Майш Німеччина                                                   | 17,64       | Джулія Ріттер Німеччина                                                              | 17,17          |
| Метання диска             | Марія Толь Хорватія                                                        | 62,76       | Олександра Ємельянова Молдова                                             | 57,30       | Анніна Бранденбург Німеччина                                                         | 56,52          |
| Метання молота            | Софія Палкіна Допущені нейтральні атлети                                   | 71,08       | Анастасія Маслова Білорусь                                                | 69,36 SB    | Сара Фантіні Італія                                                                  | 68,35          |
| Метання списа             | Анніка Фукс Німеччина                                                      | 63,68 PB    | Еда Тугсуз Туреччина                                                      | 61,03       | Евеліна Мендес Франція                                                               | 55,57          |
| Семиборство               | Джеральдін Рукштуль Швейцарія                                              | 6274 SB     | Софі Вайсенберг Німеччина                                                 | 6175        | Ханне Моденс Бельгія                                                                 | 6093 SB        |

## Медальний залік
| Місце                | Країна                     | Золото | Срібло | Бронза | Загалом |
| -------------------- | -------------------------- | ------ | ------ | ------ | ------- |
| 1                    | Німеччина                  | 9      | 6      | 6      | 21      |
| 2                    | Польща                     | 6      | 3      | 3      | 12      |
| 3                    | Франція                    | 5      | 6      | 6      | 17      |
| 4                    | Велика Британія            | 3      | 8      | 3      | 14      |
| 5                    | Швейцарія                  | 3      | 0      | 1      | 4       |
| 6                    | Туреччина                  | 2      | 3      | 0      | 5       |
| 7                    | Іспанія                    | 2      | 1      | 3      | 6       |
| 8                    | Білорусь                   | 2      | 1      | 2      | 5       |
| 9                    | Допущені нейтральні атлети | 2      | 0      | 2      | 4       |
| 10                   | Данія                      | 2      | 0      | 0      | 2       |
| 11                   | Бельгія                    | 1      | 2      | 2      | 5       |
| 12                   | Греція                     | 1      | 1      | 0      | 2       |
| 13                   | Швеція                     | 1      | 0      | 2      | 3       |
| 14                   | Україна                    | 1      | 0      | 1      | 2       |
| 15                   | Латвія                     | 1      | 0      | 0      | 1       |
| 15                   | Литва                      | 1      | 0      | 0      | 1       |
| 15                   | Словенія                   | 1      | 0      | 0      | 1       |
| 15                   | Хорватія                   | 1      | 0      | 0      | 1       |
| 19                   | Італія                     | 0      | 2      | 5      | 7       |
| 20                   | Угорщина                   | 0      | 2      | 0      | 2       |
| 20                   | Чехія                      | 0      | 2      | 0      | 2       |
| 22                   | Нідерланди                 | 0      | 1      | 2      | 3       |
| 22                   | Румунія                    | 0      | 1      | 2      | 3       |
| 24                   | Ірландія                   | 0      | 1      | 1      | 2       |
| 25                   | Ізраїль                    | 0      | 1      | 0      | 1       |
| 25                   | Азербайджан                | 0      | 1      | 0      | 1       |
| 25                   | Естонія                    | 0      | 1      | 0      | 1       |
| 25                   | Молдова                    | 0      | 1      | 0      | 1       |
| 29                   | Сербія                     | 0      | 0      | 2      | 2       |
| 30                   | Фінляндія                  | 0      | 0      | 1      | 1       |
| Загалом (30 збірних) | Загалом (30 збірних)       | 44     | 44     | 44     | 132     |